# Tarchonantheae
Tarchonantheae Kostel., 1833 è una tribù di piante spermatofite dicotiledoni appartenenti alla famiglia delle Asteraceae e presenti soprattutto in Africa.

## Descrizione

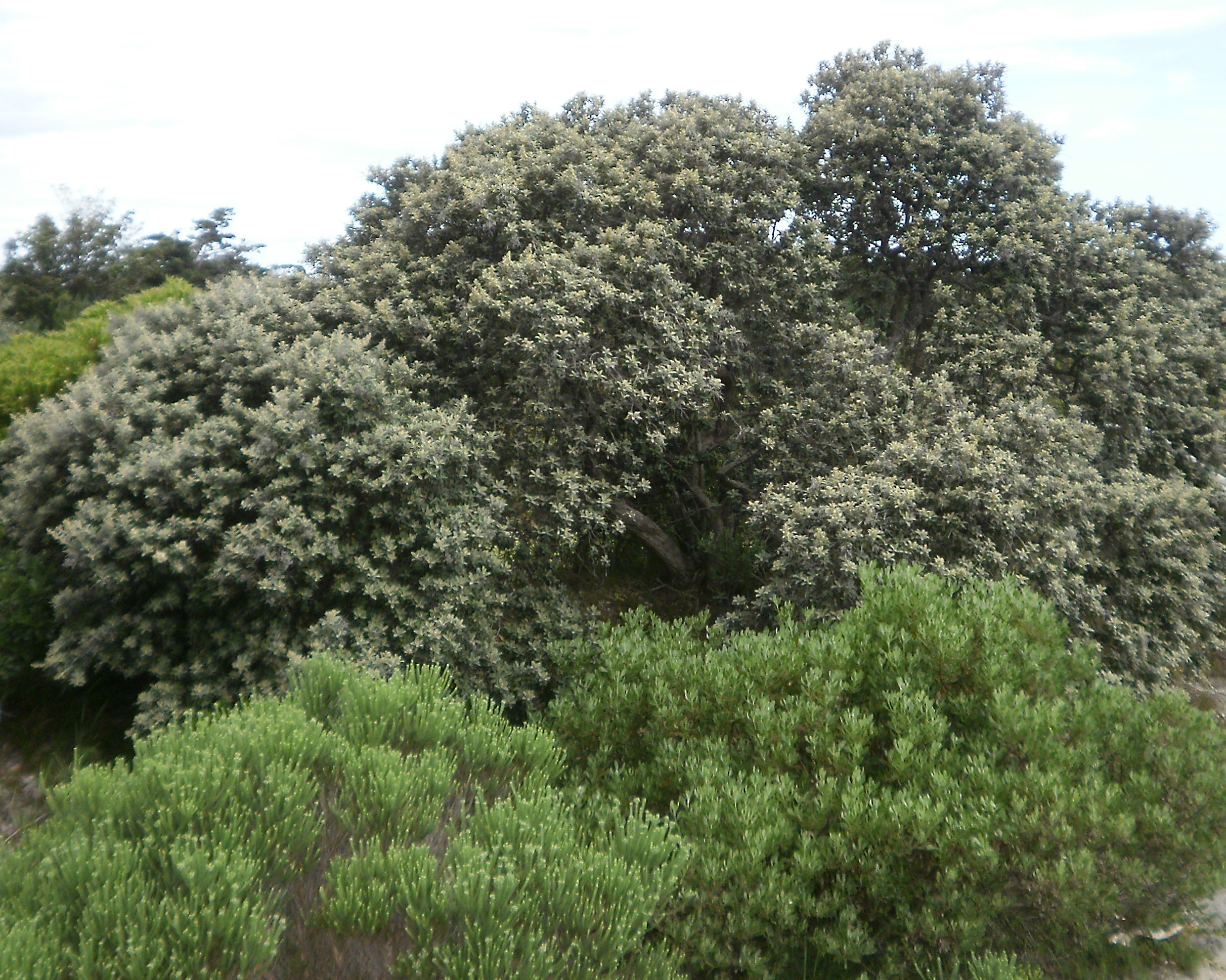
Tarchonanthus camphoratus

Le specie di questa tribù hanno un habitus tipico degli alberi (o eventualmente arbustivo) senza lattice. Sono specie dioiche: gli organi riproduttivi maschili (stami) e femminili (pistillo) sono portati su due piante distinte.
Le foglie lungo il caule normalmente sono a disposizione alternata e sono brevemente picciolate. La forma delle lamine varia da ellittica a ovata con bordi che possono essere continui o dentati. All'apice possono essere trilobate. Le stipole sono assenti.
Le infiorescenze sono composte da piccoli capolini terminali o ascellanti raccolti in formazioni di panicoli, racemi o tirsoidi. I capolini, unisessuali (raramente con pochi fiori bisessuali), discoidi o discifomi, sono formati da un involucro a forma campanulata, emisferica o obconica composto da brattee (o squame) all'interno delle quali un ricettacolo fa da base ai fiori. Le brattee disposte in 1 - 5 serie in modo embricato e scalate hanno delle forme da ovate a lanceolate o ellittiche, glabre o densamente bianco-tomentose, fimbriati o lacerati. Il ricettacolo, piatto, è glabro o ricoperto da lunghi peli setosi.
I fiori sono tetra-ciclici (ossia sono presenti 4 verticilli: calice – corolla – androceo – gineceo) e pentameri (ogni verticillo ha 5 elementi). I fiori, da 30 a 90, sono unisessuali, actinomorfi e fertili (quelli femminili).
- Formula fiorale:

*/x K {\displaystyle \infty }, [C (5), A (5)], G 2 (infero), achenio
- Calice: i sepali del calice sono ridotti ad una coroncina di squame.
- Corolla: la corolla è tubulosa a 5 lobi villosi (3-5 lobi nei fiori femminili). Il colore è bianco o giallastro.
- Androceo: gli stami sono 5 con filamenti liberi, glabri o papillosi e distinti, mentre le antere sono saldate in un manicotto (o tubo) circondante lo stilo. Le antere (ridotte a staminoidi nei fiori femminili) in genere hanno una forma sagittata con base caudata e appendici deltate e attenuate. Il polline normalmente è tricolporato a forma sferica o schiacciata ai poli.
- Gineceo: lo stilo è filiforme con due minuti stigmi divergenti. Gli stigmi sono corti, piatti e acuti. L'ovario è infero uniloculare formato da 2 carpelli. L'ovulo è unico e anatropo. Nei fiori maschili l'ovario è abortivo.

I frutti sono degli acheni con pappo. La forma dell'achenio (solo nei fiori femminili) in genere è fusiforme (può essere piatto) con coste e superficie densamente setosa. Il pericarpo può essere di tipo parenchimatico, altrimenti è indurito (lignificato) radialmente. Il carpoforo (o carpopodium - il ricettacolo alla base del gineceo) è anulare. I pappi sono assenti (o ridotti nei fiori maschili) o sono formati da una serie (raramente due) di setole barbate, decidue o persistenti, sono direttamente inseriti nel pericarpo o connati in un anello parenchimatico posto sulla parte apicale dell'achenio.

## Biologia
- Impollinazione: l'impollinazione avviene tramite insetti (impollinazione entomogama tramite farfalle diurne e notturne).
- Riproduzione: la fecondazione avviene fondamentalmente tramite l'impollinazione dei fiori (vedi sopra).
- Dispersione: i semi (gli acheni) cadendo a terra sono successivamente dispersi soprattutto da insetti tipo formiche (disseminazione mirmecoria). In questo tipo di piante avviene anche un altro tipo di dispersione: zoocoria. Infatti gli uncini delle brattee dell'involucro si agganciano ai peli degli animali di passaggio disperdendo così anche su lunghe distanze i semi della pianta.

## Distribuzione e habitat
La distribuzione di questa tribù è relativa all'Africa tropicale (parte orientale compresa l'isola di Madagascar) e Sudafrica. Una specie è presente anche nella Penisola Araba.

## Tassonomia
La famiglia di appartenenza di questa voce (Asteraceae o Compositae, nomen conservandum) probabilmente originaria del Sud America, è la più numerosa del mondo vegetale, comprende oltre 23.000 specie distribuite su 1.535 generi, oppure 22.750 specie e 1.530 generi secondo altre fonti (una delle checklist più aggiornata elenca fino a 1.679 generi). La famiglia attualmente (2021) è divisa in 16 sottofamiglie.

### Filogenesi
La posizione della sottofamiglia, da un punto di vista filogenetico, è compresa tra la sottofamiglia Pertyoideae e la sottofamiglia Dicomoideae ed è caratterizzata con portamenti da erbacei a piccoli alberi, piante monoiche, stile gonfio all'apice con rami corti e apici arrotondati e carpopodium anulare. Le specie sono per lo più endemiche dell'Africa.
In base ad analisi filogenetiche di tipo bayesiano la tribù delle Tarchonantheae è monofiletica e insieme alla tribù Oldenburgieae forma un “gruppo fratello”.
La posizione tassonomica dei due unici generi nella tribù è molto recente. Inizialmente erano assegnati alla tribù Inuleae, quindi in base agli studi sul polline sono stati trasferiti alla tribù Mutisieae. Successivi studi di tipo filogenetico hanno dimostrato la non appartenenza a quest'ultima tribù. Infine recenti studi filogenetici riconoscono a questi due generi caratteristiche originali che ne giustificano la inclusione nella nuova tribù delle Tarchonantheae e in una nuova sottofamiglia.
I caratteri diagnostici per questo gruppo sono:
- il portamento consiste in alberi o arbusti dioici;
- le piante spesso sono aromatiche;
- i capolini sono piccoli e discoidi;
- le infiorescenze sono formate da densi racemi o panicoli.

Il periodo di separazione della sottofamiglia varia da 41 a 27 milioni di anni fa.

### Composizione della tribù
La tribù comprende due soli generi con 16 specie.
| Genere                  | N. specie | Distribuzione                                  |
| ----------------------- | --------- | ---------------------------------------------- |
| Brachylaena R.Br., 1817 | 12 spp.   | Africa (centrale e del sud) e Madagascar       |
| Tarchonanthus L., 1753  | 4 spp.    | Africa (centrale e del sud) e Penisola Arabica |